# Jardin en Égypte antique

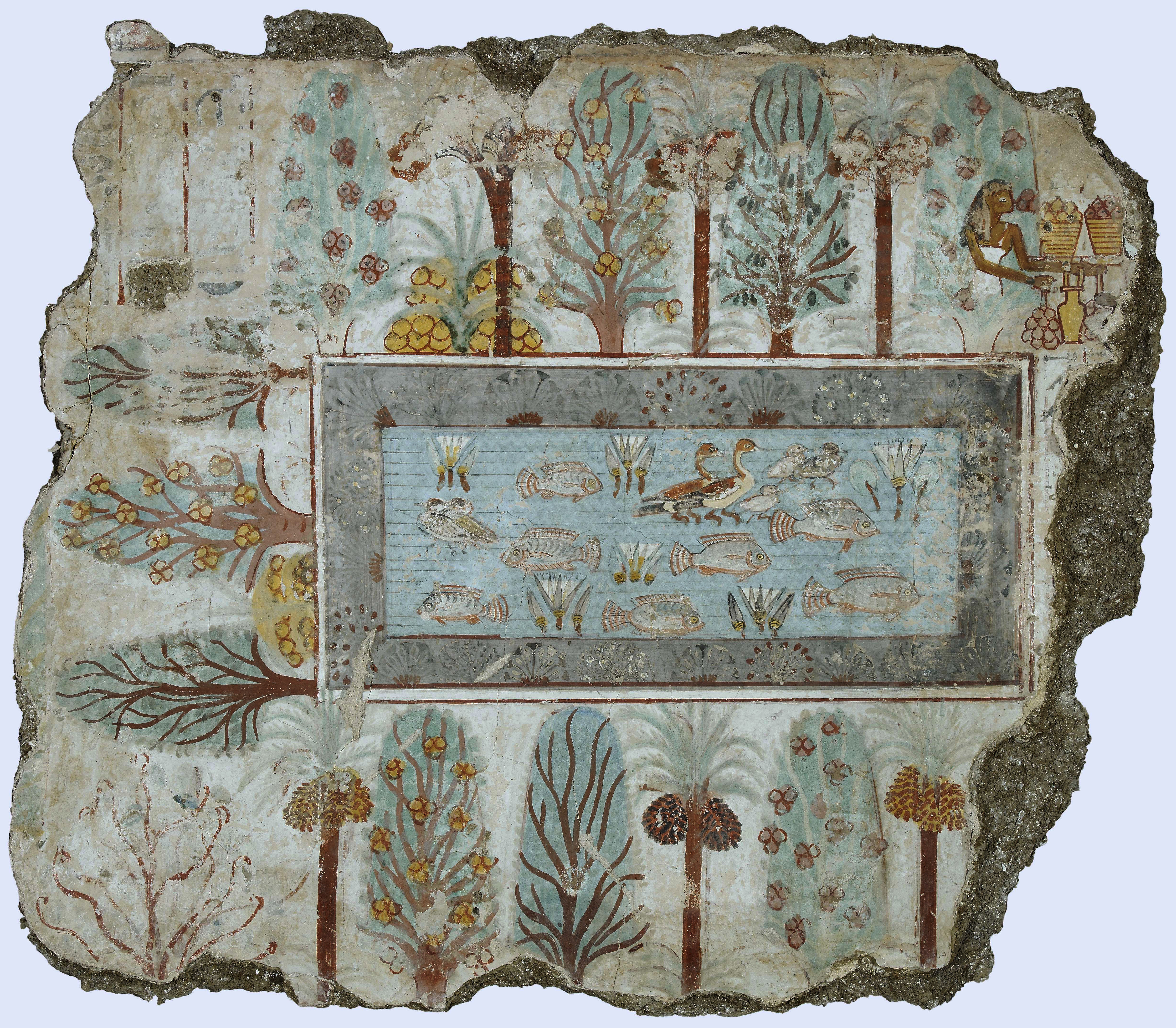
Étang à poissons rectangulaire avec des canards et des lotus plantés en rond avec des palmiers dattiers et des arbres fruitiers, dans une fresque de la tombe de Nebamon, Thèbes, XVIIIe dynastie

Les jardins égyptiens, symétriques et rigides, sont à l'image de la civilisation égyptienne, tout à fait spécifiques et sans influence extérieure même de la proche Mésopotamie et de ses paradeisos ; ils sont l'antipode presque total des jardins asiatiques.
L'Afrique n'est pas seulement réputée pour être le berceau de l'humanité, c'est aussi un des lieux où le jardinage a vu le jour, en Égypte il y a plus de 5 000 ans.
Les jardins de l'Égypte ancienne ont probablement commencé comme de simples vergers et potagers, irrigués par l'eau du Nil. Au fur et à mesure que le pays s'enrichissait, ils se sont transformés en jardins d'agrément avec des fleurs, des étangs et des vallées d'arbres fruitiers et d'ombre. Les temples, les palais et les résidences privées avaient leurs propres jardins, et des modèles de jardins étaient parfois placés dans les tombes pour que leurs propriétaires puissent en profiter dans l'au-delà.

## Histoire
L'histoire et le caractère des jardins de l'Égypte antique, comme tous les aspects de la vie égyptienne, dépendaient du Nil et du réseau de canaux qui en tiraient l'eau. L'eau était soutirée du Nil dans des seaux en cuir et transportée sur les épaules jusqu'aux jardins, et plus tard, à partir du IVe siècle avant notre ère, elle était pompée des puits par des palans avec des contrepoids appelés chadouf en arabe. Les premiers jardins étaient composés de plates-bandes divisées en carrés par des murs de terre, afin que l'eau puisse s'infiltrer dans le sol plutôt que de se perdre. Les jardins appartenaient aux temples ou aux résidences. Les jardins séculiers étaient situés près de la rivière ou des canaux et servaient principalement à la culture de légumes. À partir du Nouvel Empire, les jardins étaient rattachés à des résidences plus luxueuses et étaient parfois entourés de murs. Les jardins des temples servaient à cultiver certains légumes pour les cérémonies,

## Le jardinage dans la civilisation égyptienne
Dans ce pays de terre noire bordée de déserts, les arbres sont rares (à l'exception des dattiers abondants, de quelques acacias et sycomores) et toute la terre fertile, grâce à un réseau de digues et de canaux constamment entretenus est occupée par les cultures céréalières. Parce que la campagne manque d'arbres et de fleurs, le jardin sera un verger où les fleurs seront cultivées avec la plus grande attention. Il est centré sur un étang planté de lotus et de papyrus, plantes héraldiques de la Haute et Basse-Égypte.
Le jardinage dans l'Égypte antique était un travail très dur ; les jardins nécessitaient une irrigation constante, avec de l'eau transportée ou soulevée à la main, le désherbage et l'entretien, y compris la propagation artificielle des palmiers dattiers, qui exigeait une grande habileté. De grands efforts étaient également nécessaires pour empêcher les oiseaux de manger les cultures. Des pièges ingénieux étaient installés pour attraper les oiseaux envahisseurs.

### Jardins de palais
Les jardins de palais sont apparus en Égypte juste avant le Moyen Empire. Ces jardins étaient de très grande taille, et étaient disposés selon des motifs géométriques. Les étangs des jardins de palais étaient énormes et nombreux. Au deuxième millénaire avant notre ère, le bassin du jardin du roi Snéfrou était suffisamment grand pour accueillir des bateaux mus par vingt rameurs.
Les souverains de l'Égypte ancienne utilisaient des pots pour rapporter en Égypte des plantes exotiques, de nouvelles espèces d'arbres et de fleurs découvertes lors de leurs conquêtes en Libye, en Syrie et en Cyrénaïque, qu'ils cultivent ensuite dans les jardins de leurs temples et palais.
La reine Hatchepsout de la XVIIIe dynastie fit venir trente-et-un plants d'arbres à encens pour orner son jardin en terrasses. Les plantes rares deviennent une mode. Des expéditions entières sont organisées pour amener des espèces d'origine lointaine. Thoutmôsis III nous a laissé sur les murs de la salle des fêtes du temple de Karnak la reproduction, exécutée avec un remarquable souci du détail, des animaux et surtout des nombreuses plantes qu'il avait fait rapporter d'Asie ; cette faune et cette flore constituent ce qu'on appelle le « jardin botanique de Thoutmôsis III ». Les pharaons créent d'énormes promenades ornées de plantes, herbes et arbres fruitiers de toutes les régions limitrophes.

### Jardins d'agrément
À partir du Nouvel Empire, les jardins d'agrément sont devenus une caractéristique commune des résidences de luxe. Selon les peintures des tombes de Thèbes datant de la XVIIIe dynastie, les jardins de l'époque avaient un dessin standard. Ils comportaient un bassin, généralement rectangulaire, au centre, rempli de poissons colorés, avec des fleurs de lotus dans l'eau et des fleurs sur les bords. Autour du bassin se trouvaient des rangées successives d'arbres, dont des sycomores, des palmiers et des grenadiers, alternant avec des parterres de fleurs. Les bords des bassins d'eau étaient en pente, avec un escalier descendant sur un côté afin que les jardiniers puissent recueillir l'eau pour l'irrigation.
Le bassin était souvent entouré de murs ou de colonnes supportant des vignes. Les murs et les colonnes étaient décorés de peintures colorées représentant des personnes, des animaux et des plantes telles que le pavot et la rose.
Pour les jardins de particuliers, les paysages inspirants sont les oasis et le fleuve avec ses lotus et ses îles flottantes de papyrus. Ainsi, les premiers jardins individuels sont sans doute des constructions clôturées, d'oasis artificielles. Plus tard, les jardins entourés d'une clôture contenaient souvent une terrasse et un bassin carré ou rectangulaire tout à fait artificiel, où poussent des plantes aquatiques. Ceci est toujours fait dans l'esprit des oasis. On y trouve aussi régulièrement des statues et colonnes. Les plantations évoluent et s'alignent, afin de faciliter l'irrigation, qui est assurée par des canaux. Les plantes sont taillées et positionnées de plus en plus habilement, pour offrir de l'ombre, pour faciliter la cueillette des fruits, et la productivité des fruits qu'ils portent. Par les peintures murales, nous savons quelles plantes étaient cultivées dans ces jardins : vignes qui tapissent des pergolas, sycomores, perséas, palmiers dattiers et doums, figuiers, grenadiers et tamaris.
Les fruits, les fleurs, les herbes aromatiques et médicinales sont utilisées comme offrande et composants de potions à buts médicinaux ou d'offrande.

### Jardins de temple

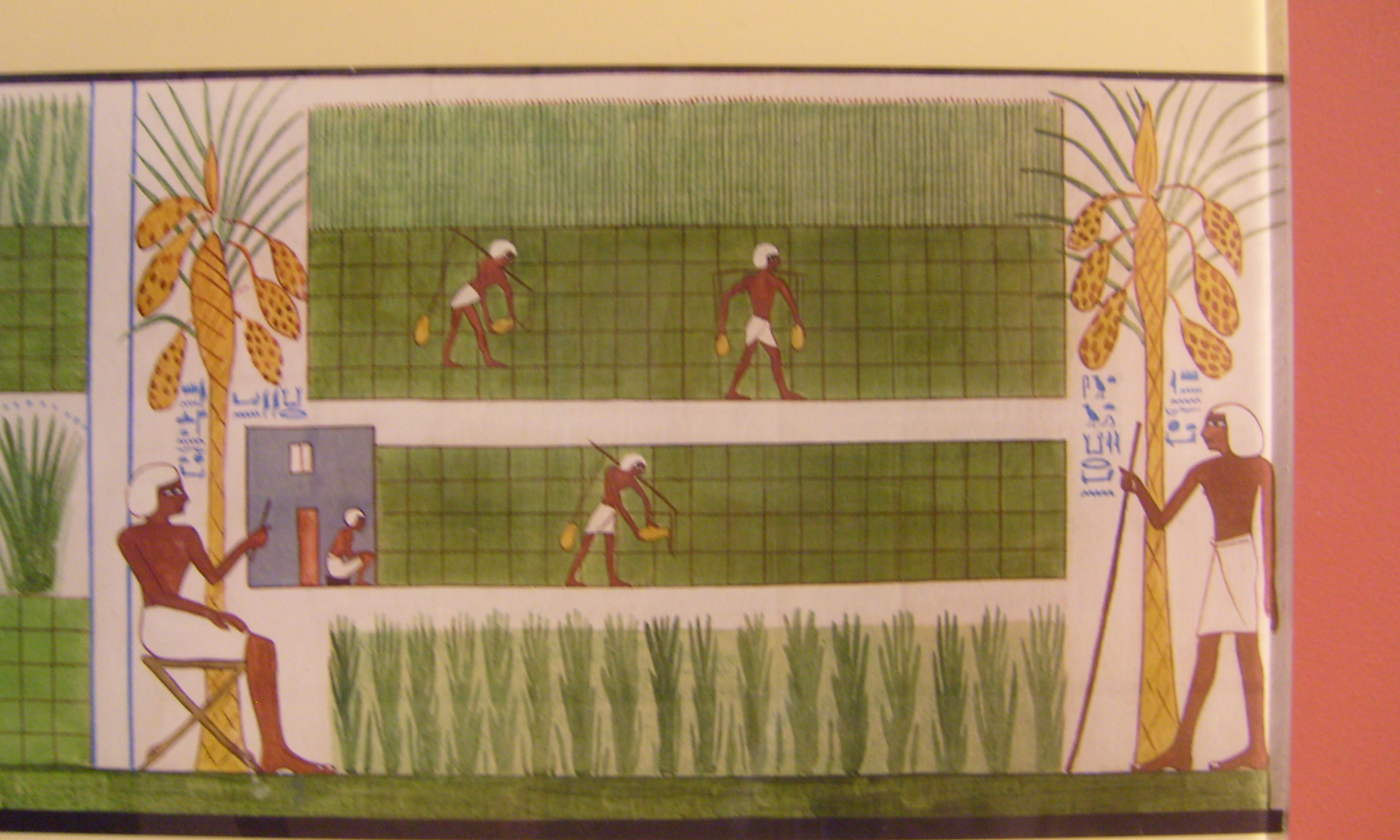
Jardins d'Amon au temple de Karnak, une peinture murale dans la tombe de Nakh, le jardinier en chef.

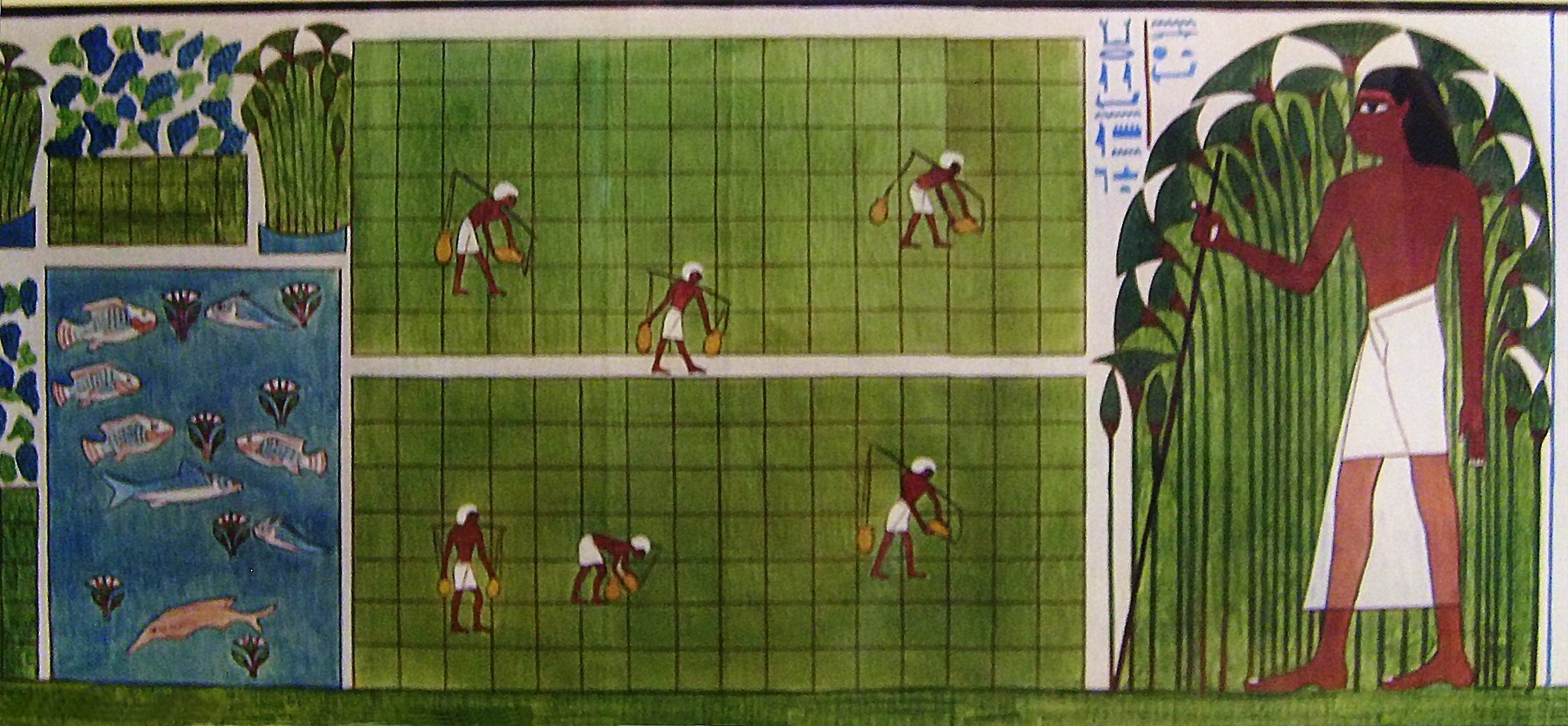
Jardins d'Amon du temple de Karnak, peinture murale dans la tombe de Nakh, le chef jardinier, début du (Musée royal d'art et d'histoire, Bruxelles)

Les temples possédaient souvent de vastes jardins. Le temple d'Amon à Karnak possédait vingt-six jardins potagers, ainsi qu'un très ancien jardin botanique qui, selon une inscription, contenait « toutes sortes de belles fleurs et de plantes bizarres que l'on trouve sur la terre divine que Sa Majesté a conquise ». Les hymnes peints sur les murs des tombes montrent que les cérémonies religieuses étaient centrées sur les cycles de la nature et le changement des saisons. Les jardins des temples comportaient souvent des rangées de figuiers et de sycomores (l'arbre sacré de la déesse Hathor), de tamaris, de saules ou de palmiers. Les rangées d'arbres s'étendaient parfois sur plusieurs kilomètres, reliant plusieurs temples. Les temples eux-mêmes avaient des esplanades plantées d'arbres. Lorsque les rangées d'arbres étaient plantées loin de la rivière, il fallait creuser des puits de dix mètres de profondeur pour atteindre l'eau d'irrigation. À l'époque d'Amenhotep III, certains temples étaient consacrés à une déesse en forme d'arbre, avec un tronc pour corps et des branches pour bras. Cette déesse était censée porter de l'eau aux morts pour étancher leur soif. Les jardins des temples abritaient souvent des animaux sacrés pour les dieux, comme l'ibis et le babouin. Les fleurs faisaient partie de toutes les cérémonies religieuses à l'époque du dieu Amon. Ces jardins produisaient également des herbes médicinales et des épices comme le cumin, la marjolaine, l'anis et la coriandre.

### Jardins funéraires

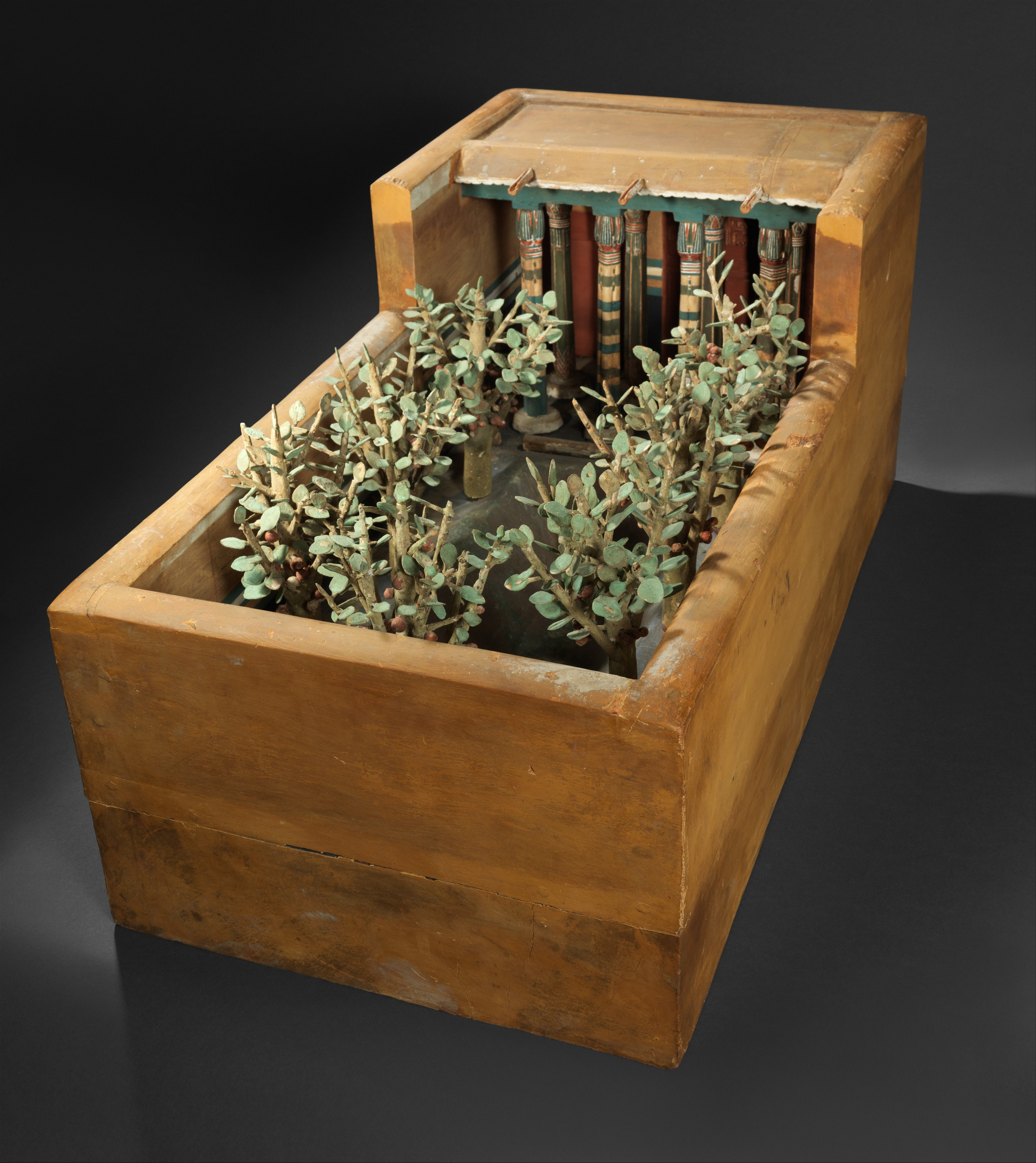
Modèle funéraire de jardin, datant de la. Fait de bois peint, originaire de Thèbes.

Les jardins funéraires étaient des versions miniatures des jardins de maison qui étaient placés dans les tombes. Ils comportaient généralement une petite maison carrée ou un pavillon avec des colonnes en bois, entouré d'un mur, à l'intérieur duquel se trouvait un bassin entouré d'une rangée d'arbres. La maison ressemblait aux kiosques des jardins, où le propriétaire jouait aux dames ou se détendait. Les morts étaient traditionnellement entourés des objets qu'ils auraient appréciés de leur vivant, et l'on s'attendait à ce qu'ils continuent à profiter de leurs jardins dans l'au-delà. L'inscription d'une tombe disait : 

« Tu te promènes à ton aise sur la belle rive de ton étang ; ton cœur se réjouit de tes arbres et se rafraîchit sous tes sycomores ; ton cœur se rassasie de l'eau de tes puits que tu as faits pour qu'ils durent toujours »

— J.C. Hugonot.

## Arbres et plantes dans le jardin égyptien
Les arbres étaient utilisés dans les jardins pour produire des fruits et pour l'ombre. Dix-neuf espèces différentes d'arbres ont été trouvées dans les jardins d'Ineni, l'architecte du pharaon Thoutmôsis Ier. Le tamaris à fleurs roses, l'acacia et le saule étaient communs dans les jardins. Les sycomores (Ficus sycomorus) et les tamaris étaient parfois plantés devant les temples, comme au temple de Nebhepetrê, à partir du XIe siècle avant notre ère.
Les anciens Égyptiens ont cultivé le Ficus sycomorus dès l'époque prédynastique, et en quantité dès le début du troisième millénaire avant notre ère. On croyait qu'il s'agissait de l'ancien arbre de vie égyptien, planté sur le seuil entre la vie et la mort. Zohary et Hopf notent que « le fruit et le bois, et parfois même les brindilles, sont richement représentés dans les tombes des premiers, moyens et derniers royaumes égyptiens. ». Certains des cercueils des momies en Égypte sont faits avec le bois de cet arbre.
Les arbres fruitiers les plus courants étaient le palmier-dattier, le figuier et le palmier doum (Hyphaene thebaica). Le perséa était considéré comme un arbre sacré et on le trouvait aussi bien dans les jardins des temples que dans les jardins résidentiels. Le grenadier, introduit au cours du Nouvel Empire, était apprécié pour son arôme et sa couleur. Les autres fruits cultivés dans les jardins étaient les jujubes, les olives et les pêches. Les légumes étaient cultivés pour l'alimentation ou pour les cérémonies. La laitue romaine, considérée comme sacrée, était liée à Min, la divinité de la reproduction, et était considérée comme un puissant aphrodisiaque. Les raisins étaient utilisés pour faire des raisins secs et du vin. Les peintures des tombes montrent que des vignes étaient parfois plantées au sommet de pergolas pour donner de l'ombre au jardin. Les fleurs étaient cultivées dans les jardins pour faire des bouquets décoratifs et pour être utilisées lors des cérémonies religieuses. Les fleurs de jardin les plus courantes étaient la mandragore, la marguerite, le chrysanthème, l'anémone, le coquelicot, le jasmin et la rose.
Les étangs et les bassins égyptiens étaient souvent décorés de lotus blanc et bleu (Nymphaea caerulea) et de papyrus.

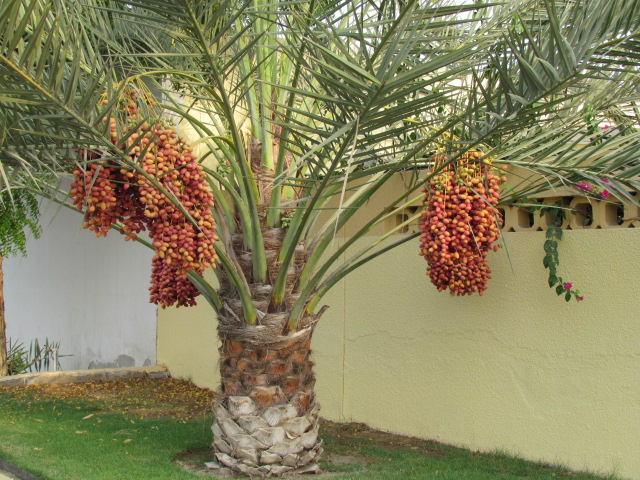
Le palmier dattier, utilisé par les anciens Égyptiens à la fois comme aliment et pour la fabrication du vin. Les Égyptiens ont appris à polliniser les arbres à la main.
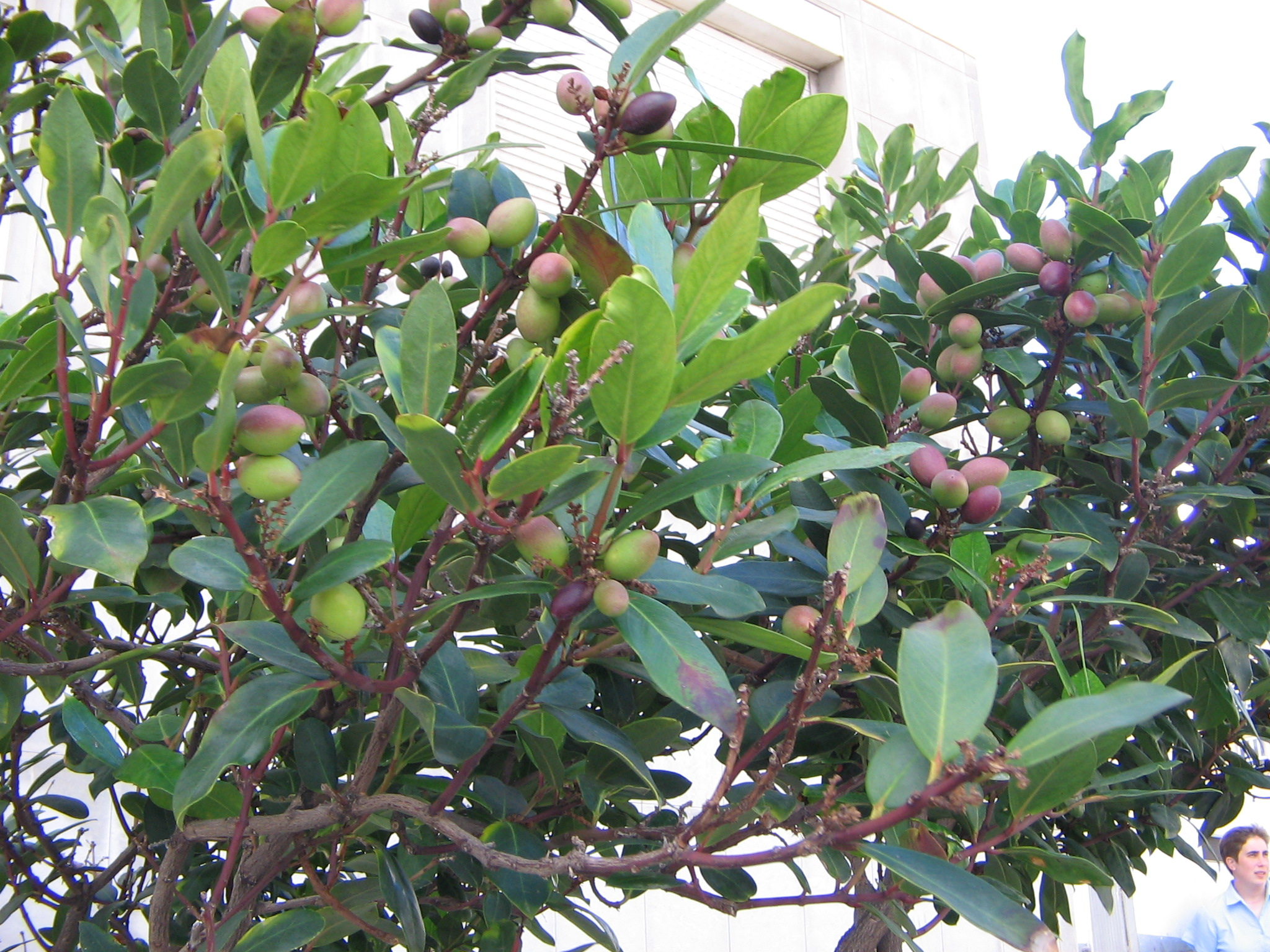
L'arbre Persea indica, de la même famille que l'avocatier, autrefois commun en Égypte, y a disparu mais on le trouve encore aux Açores et aux Canaries.
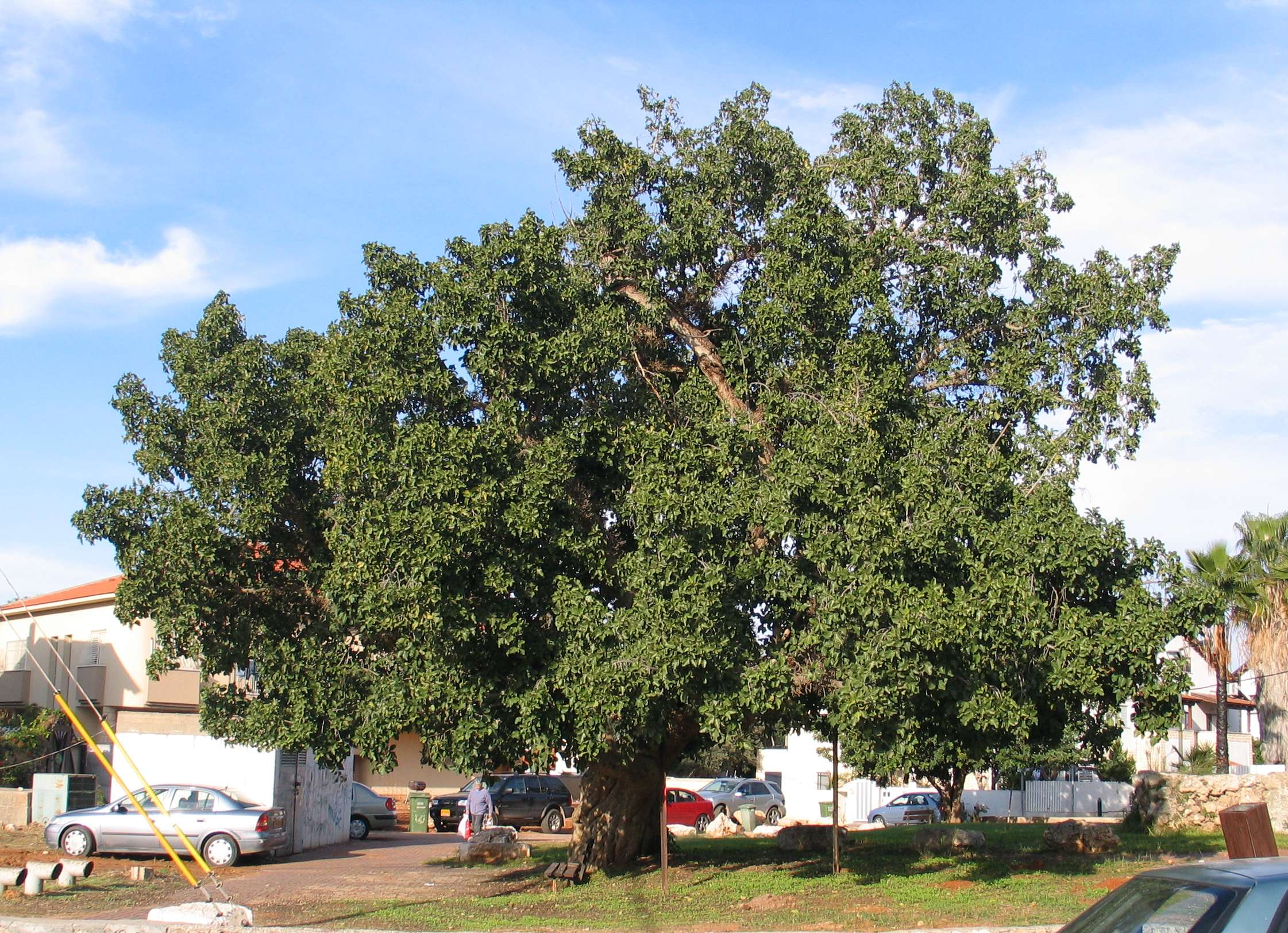
Le sycomore (Ficus sycomorus) était souvent planté pour faire de l'ombre.  Il était également souvent planté près des temples, et son bois était utilisé pour la fabrication de cercueils pour les momies.
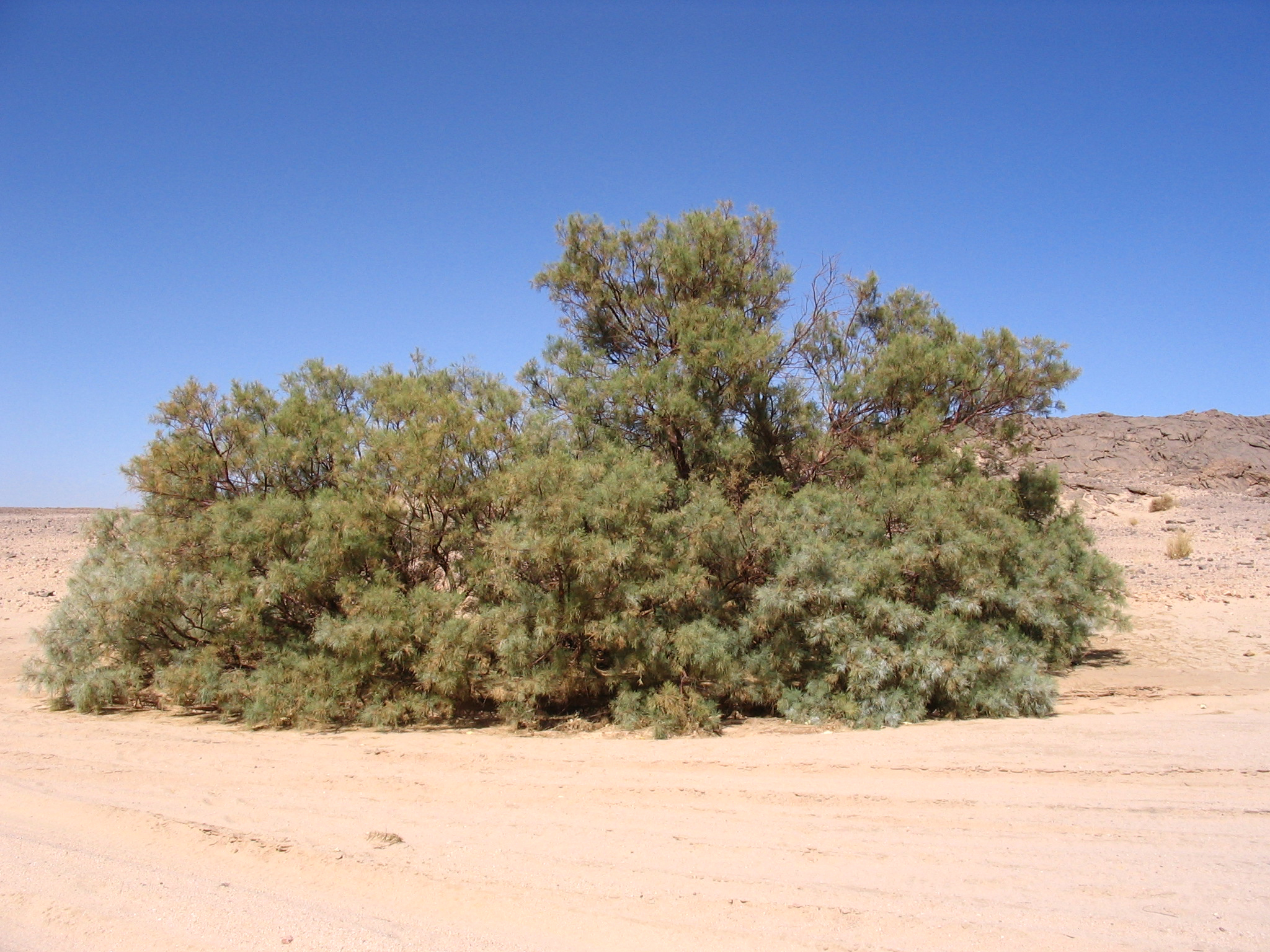
Arbre Tamarix, utilisé pour l'ombre.
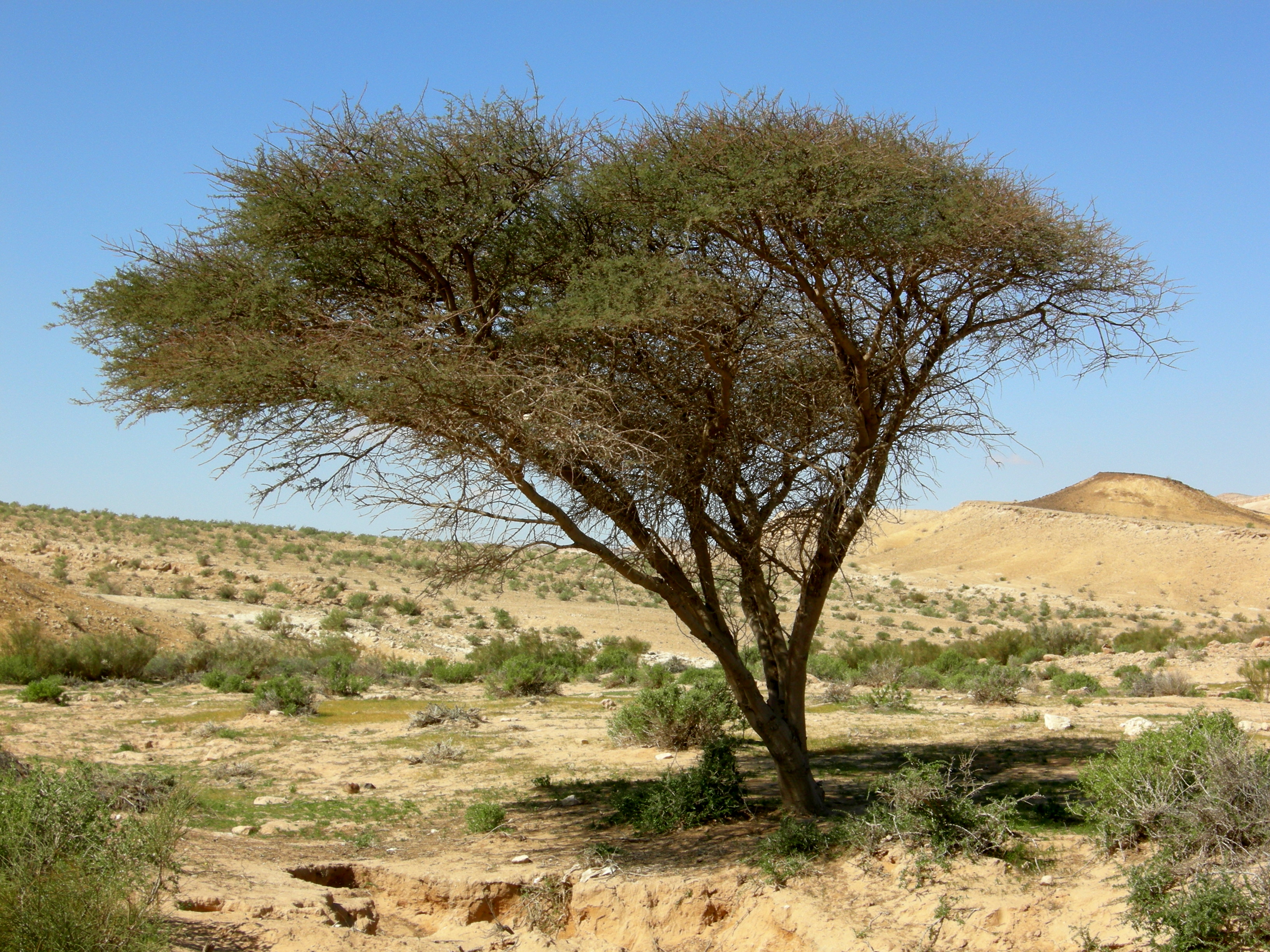
L'arbre Acacia était associé à Isis, la déesse primitive de la mythologie égyptienne.
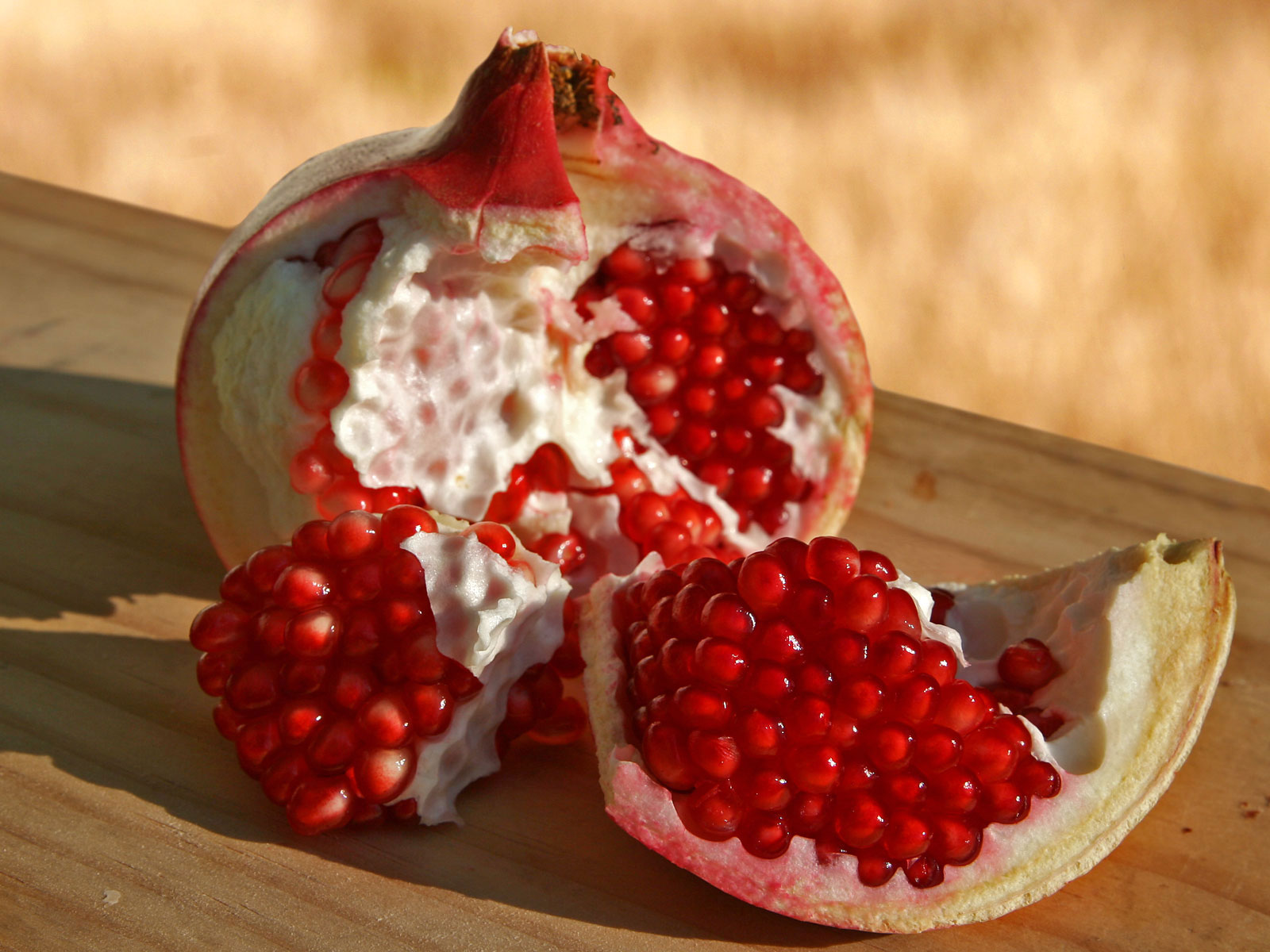
Fruit du Grenadier, introduit au cours du Nouvel Empire, utilisé comme médicament contre diverses infections par le ténia
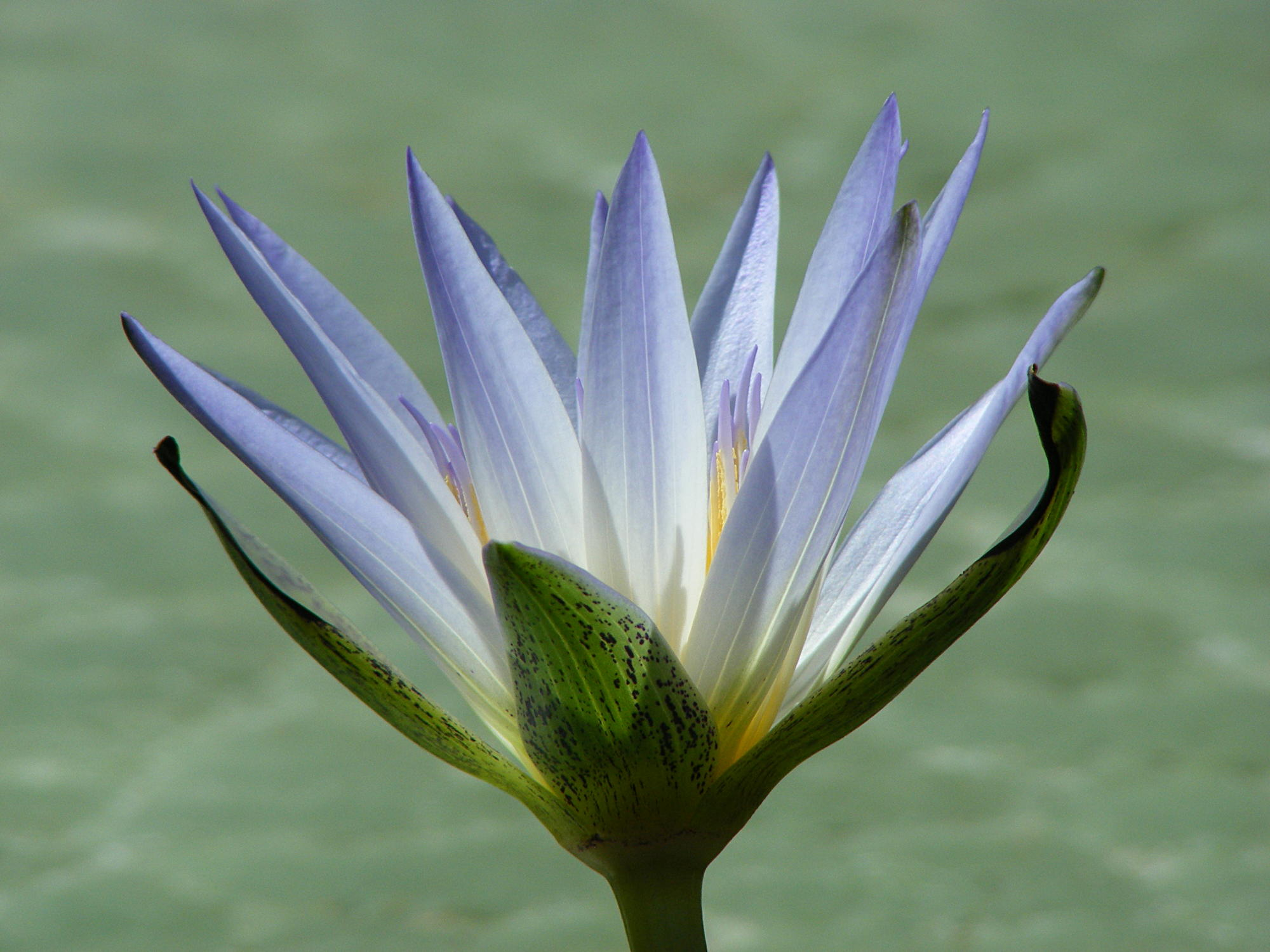
Lotus bleu d'Égypte, que l'on trouve dans les étangs de jardin.
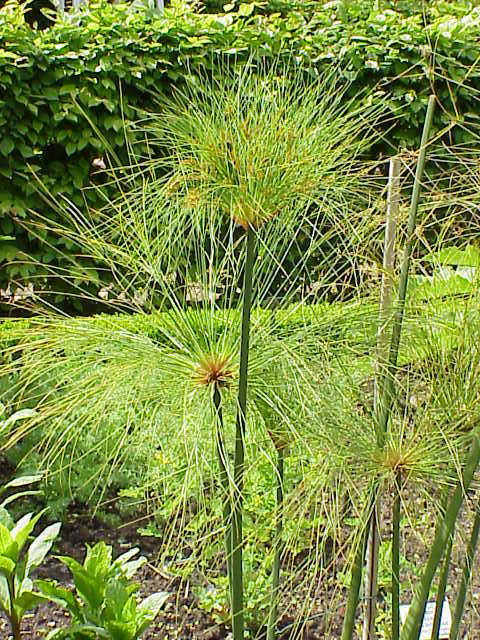
Le Cyperus papyrus était utilisé comme matériau d'écriture, pour la fabrication de bateaux, et même consommé.

### Étangs et bassins
Les étangs et les bassins étaient une caractéristique commune des jardins résidentiels des riches et des puissants de l'Égypte antique, et sont représentés dans un certain nombre de peintures de tombes. Parfois, comme dans le jardin du temple mortuaire d'Hatchepsout à Deir el-Bahari, l'étang avait la forme d'un T, dont une partie était reliée à une rivière ou un canal. L'eau était généralement amenée dans l'étang depuis la rivière à la main ou à l'aide d'un chadouf. Des poissons destinés à l'alimentation et à l'ornementation étaient élevés dans les étangs. Ils étaient également le refuge des oiseaux aquatiques migrateurs.
Des fleurs comme le lotus blanc et le lotus bleu étaient cultivées dans les étangs pour la décoration et les cérémonies, et l'on sait que le papyrus poussait à Deir el-Bahari. Plus tard, pendant l'occupation perse de l'Égypte, le lotus rose a été introduit.

### Ombre, couleur et arôme
L'ombre était une caractéristique importante du jardin, fournie par les arbres et par les vignes soutenues entre les colonnes. En décrivant ces jardins, Shaw et Nicholson ont écrit : « L'effet général devait être celui d'une ombre fraîche, lourde du parfum des fleurs et des arbres. Les jardins sont donc l'un des décors les plus fréquents des récits romantiques égyptiens ».